# داگلاس اف۳دی اسکای‌نایت
داگلاس اف۳دی اسکای‌نایت (به انگلیسی: Douglas F3D Skyknight) یک هواپیمای ساختِ کارخانهٔ شرکت هواپیماسازی داگلاس در کشور ایالات متحده آمریکا است. نخستین استفاده‌کنندهٔ این هواپیما نیروی دریایی ایالات متحده آمریکا بوده‌است. این هواپیما برای نخستین بار در ۲۳ مارس ۱۹۴۸ میلادی مورد استفاده قرار گرفت.